# Kwantum Hallen-Yoko
Kwantum Hallen-Yoko is een voormalige Nederlandse professionele wielerploeg. De ploeg had van 1984 tot en met 1986 een wielerlicentie. De ploeg werd geformeerd rond Jan Raas, die, gebroken met Peter Post, een groot aantal renners meenam van de ploeg TI-Raleigh. Jan Gisbers en de Belg Guillaume "Lomme" Driessens waren de eerste ploegleiders. Interventie van de sponsor leidde ertoe dat Driessens en Gisbers in het voorjaar van 1985 aan de kant werden gezet en dat Raas zelf ploegleider werd. 1986 is het laatste jaar waarin Kwantum Hallen sponsorde. De ploeg wordt vanaf 1987 voortgezet met een nieuwe hoofdsponsor onder de naam Superconfex-Yoko.
Renners die uitkwamen voor deze ploeg waren onder andere Jacques Hanegraaf, Hennie Kuiper, Jelle Nijdam, Ludo Peeters, Maarten Ducrot, Twan Poels, Adrie van der Poel, Gerrit Solleveld, Ad Wijnands en Joop Zoetemelk. Laatstgenoemde werd als renner van Kwantum wereldkampioen op de weg bij de profs.
Het kan ook gezien worden als de eerste voorloper van de Rabobank wielerploeg met daartussen ploegen als Buckler en WordPerfect.

## Belangrijkste overwinningen
1984
- Amstel Gold Race, Jacques Hanegraaf
- Scheldeprijs Vlaanderen, Ludo Peeters
- NK op de weg, Elite, Jan Raas
- Ronde van Frankrijk: 1 etappe, Jan Raas

1985
- NK op de weg, Jacques Hanegraaf
- Ronde van Luxemburg, Jelle Nijdam
- Parijs-Tours, Ludo Peeters
- Ronde van België, Ludo Peeters
- Brabantse Pijl, Adrie van der Poel
- Clásica San Sebastián, Adrie van der Poel
- Parijs-Brussel, Adrie van der Poel
- Scheldeprijs Vlaanderen, Adrie van der Poel
- Tirreno-Adriatico, Joop Zoetemelk
- Veenendaal-Veenendaal, Joop Zoetemelk
- WK op de weg, Joop Zoetemelk

1986
- Ronde van België, Nico Emonds
- Ronde van Midden-Zeeland, Gerrit Solleveld
- Ronde van Vlaanderen, Adrie van der Poel